# Sherard Ingram
Pour les articles homonymes, voir Sherard.
Sherard Ingram (né à Détroit, dans le Michigan), mieux connu sous le nom de DJ Stingray, est un producteur et disc jockey américain de techno de Détroit et d'electro. Il fait ses premiers pas de disc jockey aux côtés de Kenny Dixon Jr.
Sous le nom de Drexciyan DJ Stingray, il devient le DJ attitré du duo Drexciya à ses débuts. Cependant, depuis le décès de James Stinson en 2002, Sherard utilise le simple pseudonyme de DJ Stingray.

## Biographie
Sherard Ingram est né à Détroit, dans le Michigan. Sa carrière musicale remonte aux années 1980, période durant laquelle il grandit en écoutant les émissions très éclectiques d'Electrifying Mojo, DJ pionnier de la radio de Détroit, s'inspirant de groupes de techno tels que Kraftwerk et Parliament, et de groupes de musique industrielle comme Severed Heads et Skinny Puppy. Son ami Kenny Dixon Jr. lui apprend à mixer, affirmant qu'il pouvait le faire mieux que Mojo. Dès lors, Ingram fait ses débuts sur scène en 1987 avec Time to Party, un single de techno brut coproduit avec Lou Robinson (sous le nom de Nasa). Il développe et perfectionne progressivement son style de mixage dense et rapide, devenant disc jockey dans les bars de motards de Détroit, jouant des morceaux de techno mêlée à de la Miami bass, de l'electro et du rap East Coast.
Il est fondateur d'Urban Tribe et associé à ses débuts du duo d'electro Drexciya. Il commence à travailler sous le nom d'Urban Tribe en 1990, sortant un morceau intitulé Covert Action, apparu sur une compilation peu après, aux côtés de plusieurs morceaux de Carl Craig. Craig finit par présenter le morceau d'Ingram à James Lavelle, et Urban Tribe commence à enregistrer pour le label Mo' Wax en 1996, avec un premier album, The Collapse of Modern Culture, qui sort en 1998.
Sous le nom de Mystic Tribe A.I., Ingram partage un split single avec le projet solo de Stinson, The Other People Place, en 2002. Après le décès prématurée de Stinson en septembre de la même année, Ingram retire le mot « Drexciyan » de son nom par respect. Il continue à produire à la fois sous le nom d'Urban Tribe et de Stingray, avec deux albums d'Urban Tribe parus sur le label Rephlex d'Aphex Twin (Authorized Clinical Trials en 2006 et Acceptable Side Effects en 2007), et plusieurs albums de Stingray publiés par WéMè Records à partir de 2007. Au lieu du style plus downtempo de son précédent travail Urban Tribe, sa production sous les deux alias est beaucoup plus proche de l'electro plus dure de Drexciya. Cependant, Urban Tribe revient à un son techno plus lent en 2010, avec un LP éponyme sur Mahogani Music, et le Loyal Opposition EP chez sur Planet E.
En 2016, il  quitte Détroit pour aller habiter à Berlin, en Allemagne,. En 2017, il sort la compilation Kern vol. 4.

## Style musical et influences
Le style musical de Sherard Ingram se caractérise par un genre electro au tempo rapide et des rythmes inventifs aux rythmes plus accessibles et conviviaux pour les clubs. Cependant, il s'oppose au terme « electro » et à la façon dont les gens ont tendance à l'utiliser pour classer l'electronic dance music qui n'est pas en 4/4, préférant décrire ce qu'il fait comme de la techno.
Sherard cite la conception sonore des films et des jeux vidéo, ainsi que des artistes expérimentaux tels que Silvia Kastel et Russell Haswell, comme exemples de projets futuristes.

## Discographie notable
- 2017 : Kern Vol. 4 (compilation)